# Chiesa di San Giovanni Battista (Vignolo)
La chiesa di San Giovanni Battista è la parrocchiale di Vignolo, in provincia di Cuneo e diocesi di Cuneo-Fossano; fa parte della zona pastorale dell'Oltrestura.

## Storia
Nel 1339 l'antica chiesa di San Bartolomeo venne ridedicata a San Giovanni Battista; questa passò nel 1592 dall'arcidiocesi di Torino alla neo-costituita diocesi di Fossano e, nel medesimo periodo, venne dotata di due ulteriori altari.
La nuova chiesa venne costruita negli anni venti del Settecento; all'inizio del XIX secolo entrò a far parte della diocesi di Cuneo e fu eretta a parrocchiale nel 1822 con decreto del vescovo Amedeo Bruno di Samone.
In seguito al Concilio Vaticano II, si provvide a realizzare un nuovo altare rivolto verso l'assemblea, in ossequio alle nuove norme.

## Descrizione

### Esterno
La facciata a salienti della chiesa, rivolta a levante e intonacata, è suddivisa da una cornice marcapiano in due registri, entrambi scanditi da lesene: quello inferiore, più largo, presenta al centro il portale d'ingresso, abbellito dalle raffigurazioni di San Giovanni Battista e del Sacro Cuore di Gesù, e ai lati due finestre, mentre quello superiore è caratterizzato da una serliana e coronato dal timpano triangolare. 
Annesso alla parrocchiale è il campanile a base quadrata, spartito in più ordini da cornici; la cella, a pianta ottagonale, presenta su ogni lato una monofora ed è coperta dalla cupoletta.

### Interno
L'interno dell'edificio è suddiviso da pilastri, abbelliti da lesene e sorreggenti archi a tutto sesto, in tre navate voltate a crociera, sulle laterali delle quali si affacciano le cappelle; al termine dell'aula si sviluppa il presbiterio, da cui si può accedere alla sagrestia.
Qui sono conservate diverse opere di pregio, tra le quali la tela con soggetto la Predicazione di san Giovanni Battista, eseguita nel XVIII secolo ispirandosi a un dipinto di Lodovico Carracci, e le decorazioni del soffitto, realizzate da Agostino Toscano.